# Mokcsamogyorós
Mokcsamogyorós (szlovákul: Krišovská Liesková) község Szlovákiában, a Kassai kerület Nagymihályi járásában. Mokcsakerész és Ungmogyorós egyesítésével jött létre.

## Fekvése
Nagykapostól 5 km-re északnyugatra, az Ung folyó bal oldalán fekszik.

## Története
Mogyoróst 1375-ben említik először. Mokcsakerész 1913-ban jött létre Mokcsa és Kerész községek egyesítésével.
A mai község 1960-ban Mokcsakerész és Ungmogyorós egyesítésével keletkezett.

## Népessége
| Év:            | 1994. | 2004.   | 2014.   | 2024.   |
| -------------- | ----- | ------- | ------- | ------- |
| Emberek száma: | 818   | 877     | 930     | 942     |
| Eltérés:       |       | +7,21 % | +6,04 % | +1,29 % |

| Év:            | 2023. | 2024.   |
| -------------- | ----- | ------- |
| Emberek száma: | 936   | 942     |
| Eltérés:       |       | +0,64 % |

2001-ben 845-en lakták, ebből 664 magyar és 101 szlovák.
2011-ben 903 lakosából 733 magyar és 103 szlovák.
2021-ben 924 lakosából 729 (+21) magyar, 167 (+23) szlovák, 3 (+4) cigány, 1 ruszin, 3 egyéb és 21 ismeretlen nemzetiségű volt.

## Neves személyek
- Ungmogyoróson született 1886-ban Mokcsay Dezső magyar katonatiszt, országgyűlési képviselő.
- Ungmogyoróson született 1900-ban Diószeghy Dániel kohómérnök, egyetemi tanár, kutatóintézeti igazgató, a korszerű hazai tüzeléstani oktatás és kutatás megalapozója.
- Itt született 1926. május 30-án Géczi Lajos tanár, néprajzi gyűjtő, helytörténész (+2008).
- Mokcsakerészen született 1931. március 20-án Gyüre Lajos költő, színműíró, hely- és irodalomtörténész.[4]
- Mokcsán szolgált Csenkeszfai Poóts András (1740/1747-1812) költő, református lelkész.

## Lásd még
- Mokcsakerész
- Ungmogyorós